# Xerula
Xerula là một chi nấm trong họ Physalacriaceae.

## Hình ảnh

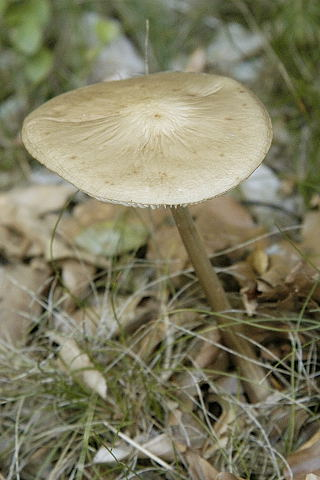
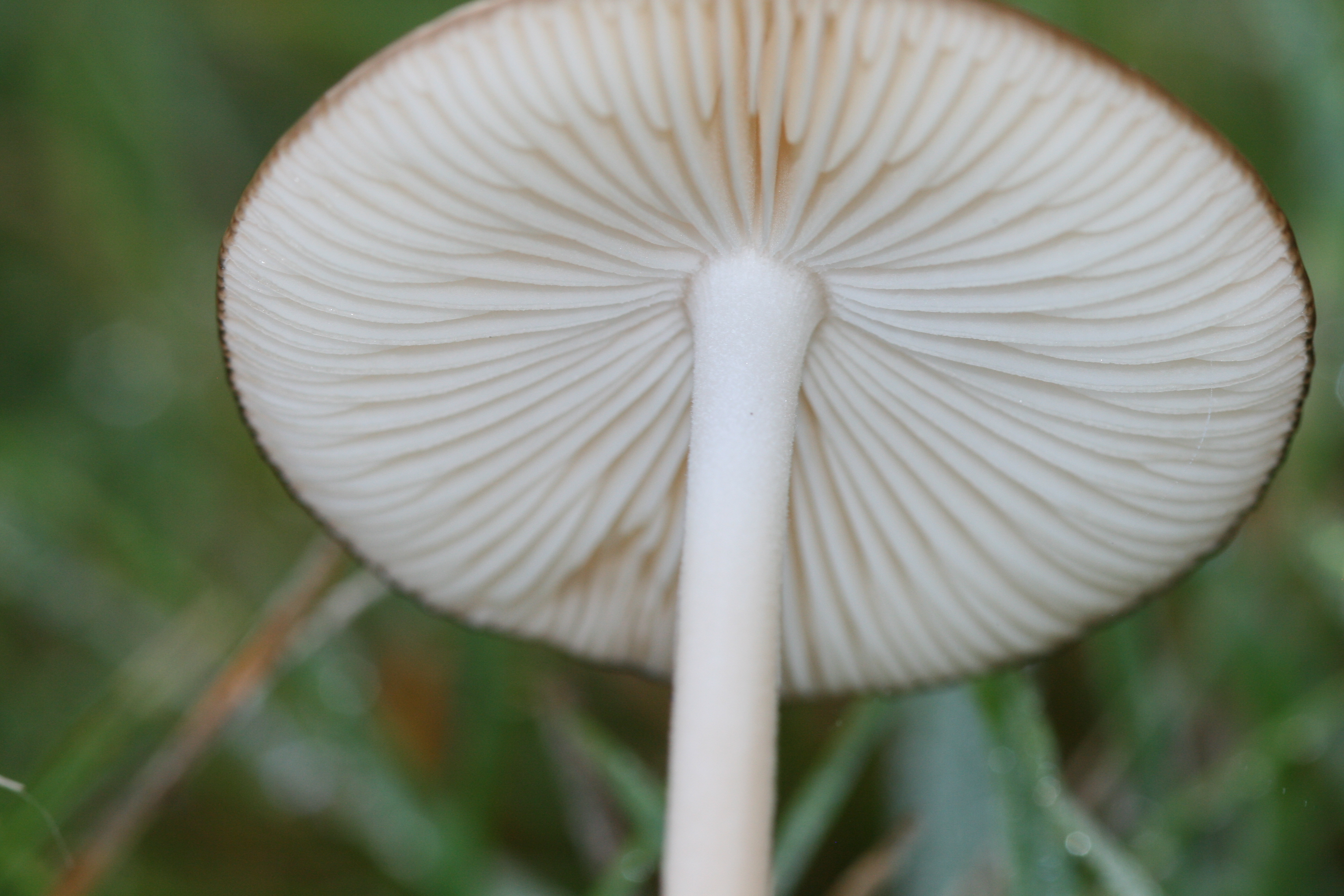
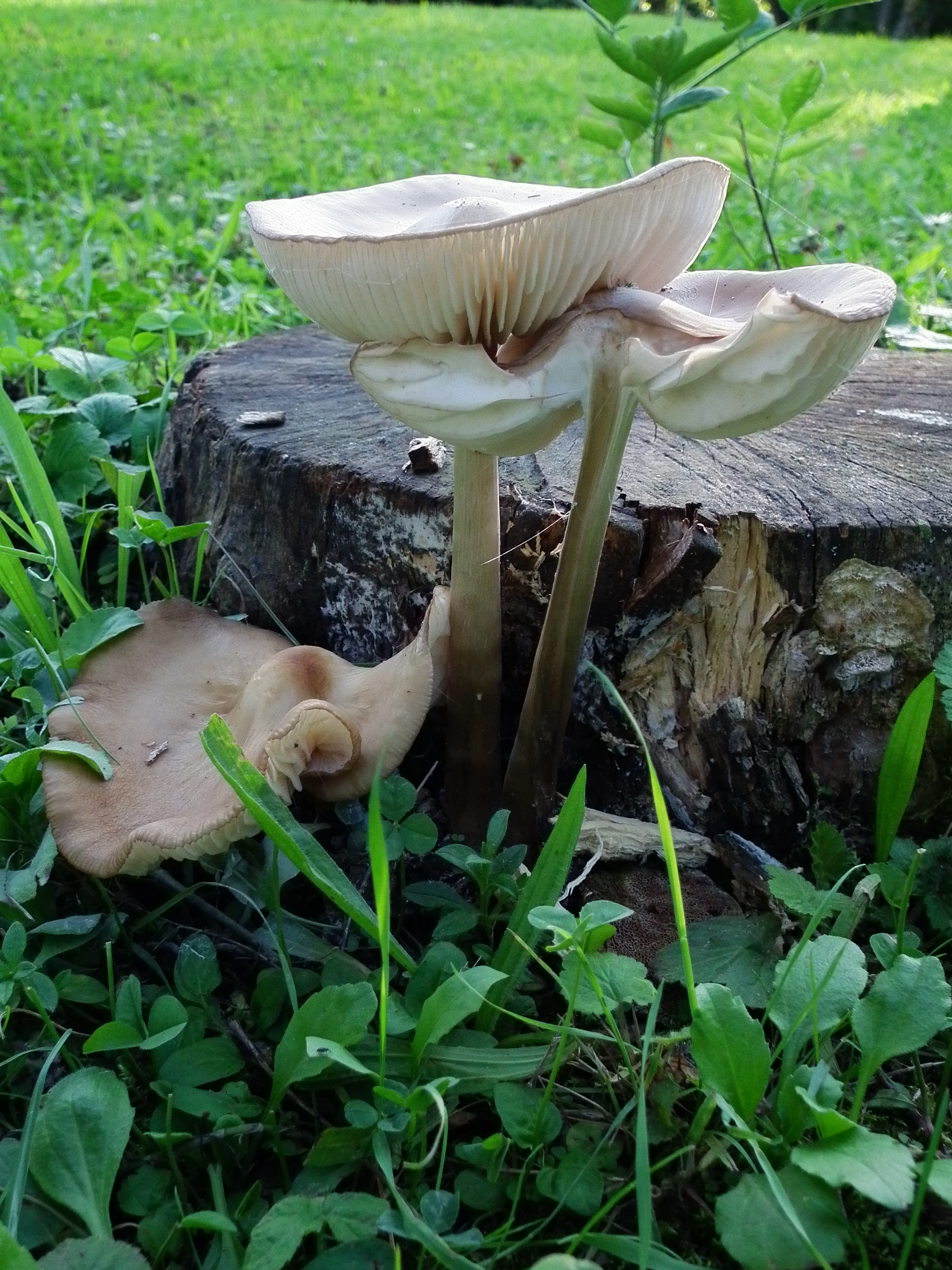
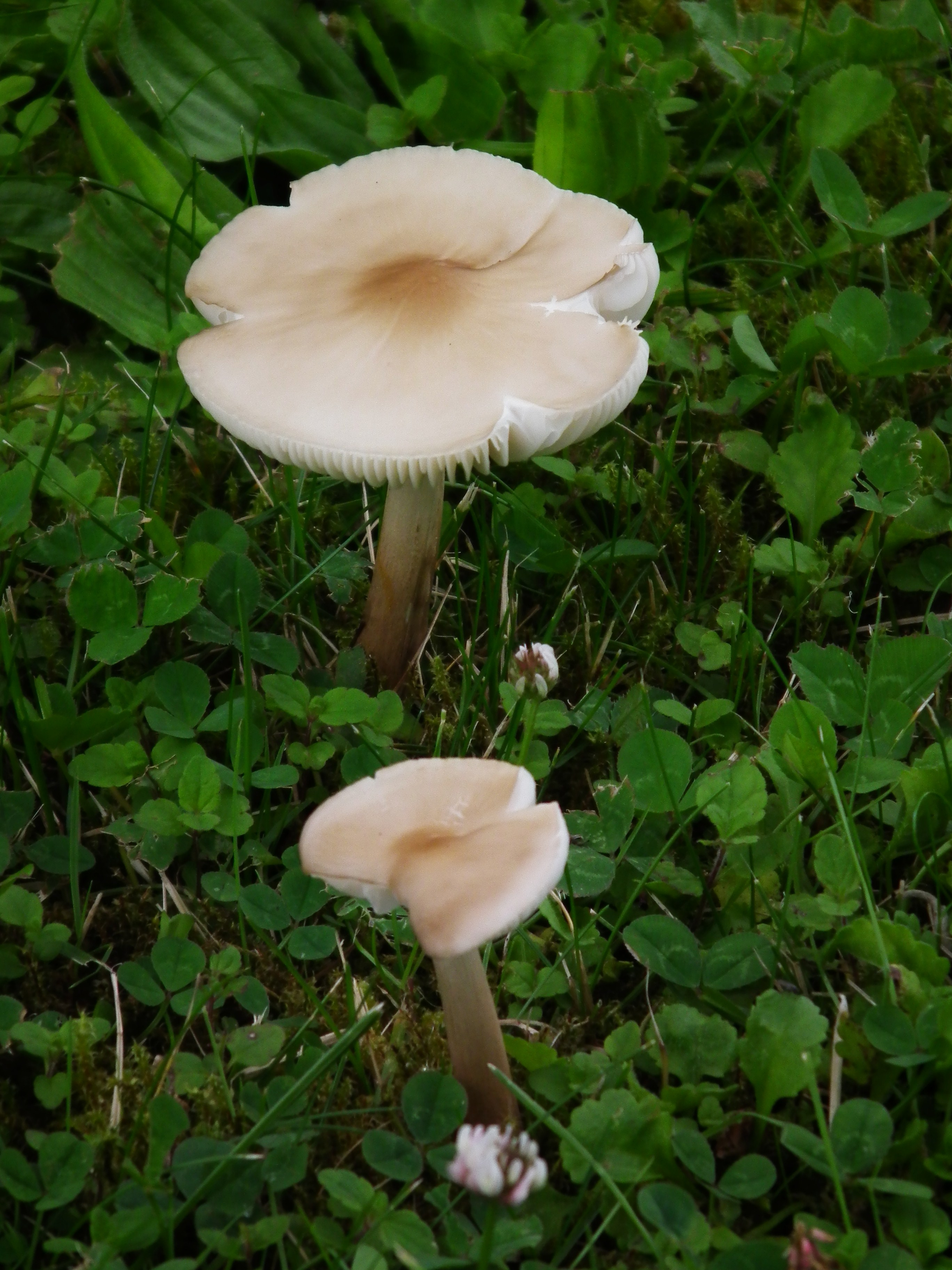

## Các loài
- Xerula americana
- Xerula amygdaliformis
- Xerula asprata
- Xerula aureocystidiata
- Xerula australis
- Xerula caussei
- Xerula chiangmaiae
- Xerula fraudulenta
- Xerula furfuracea
- Xerula globospora
- Xerula hispida
- Xerula hongoi
- Xerula hygrophoroides
- Xerula incognita
- Xerula japonica
- Xerula kuehneri
- Xerula limonispora
- Xerula longipes
- Xerula mediterranea
- Xerula megalospora
- Xerula oreina
- Xerula orientalis
- Xerula pseudoradicata
- Xerula pudens
- Xerula radicata
- Xerula raphanipes
- Xerula renati
- Xerula rubrobrunnescens
- Xerula rugosoceps
- Xerula setulosa
- Xerula sinopudens
- Xerula subnigra
- Xerula vinocontusa
- Xerula xeruloides